# Иван Сулич
Иван Сулич – Цар (Биље, код Мирена, 10. септембар 1923 — Мирен, 26. децембар 1944) био је учесник Народноослободилачке борбе и народни херој Југославије.

## Биографија
Рођен је 10. септембра 1923. у селу Биље, код Мирена у тадашњој Краљевини Италији. Био је ванбрачно дете Естере Сулич, а издржавали су га рођаци његове мајке. Након непотпуне основне школе, почео је да ради код стрица и других богатијих сељака. Касније се запослио у Горица.
Након окупације Југославије, у овом делу Италије међу словеначким становништвом је почео да се развија Народноослободилачки покрет (НОП), а Иван је почетком 1942. постао члан једне омладинске групе у Солкану, која је радила за ослободилачки покрет. Његова активност није прошла без опажања власти, па су септембра исте године покушала да га ухапсе двојица карабињера. Том приликом он им је пружио отпор, савладао их и одузео им оружје, након чега је побегао у партизане, где је 12. септембра 1942. постао борац Прве крашке чете, којом је командовао Антон Шибеља Стјенка.
Истакао се у многим акцијама по Красу и у околини Горице, због чега је убрзо постао командир чете Другог батаљона Јужноприморског одреда. Када су 1. маја 1943. уведени први чинови у НОВ И ПОЈ добио је чин поручника. У лето 1943. враћен је из Седамнаесте словеначке бригаде „Симон Грегорчич” у Випавску долину, где је био као командир Диверзантске групе. Доласком зиме био је распоређен у Трећу словеначку ударну бригаду „Иван Градник”, где се налазио на дужности командира чете. У то време већ је био члан Комунистичке партије Југославије (КПЈ).
Као храбар и сналажљив борац и добар познавалац крајева око Горице и у Фурланији, а притом плав и сличан Немцима, у пролеће 1944. примљен је у саботерско-диверзантску групу при Штабу Деветог словеначког корпуса НОВЈ. Овом групом, руководио је обавештајни центар, а у њој се налазило неколико искусних минера и више совјетских војника побеглих из немачке 162. дивизије, која је била састављена од заробљених совјетских војника са Кавказа и из средње Азије. У групи је био и један Немац-дезертер, као и неколико Италијана. На поједине задатке одлазиле су мање групе диверзаната, чији се састав мењао зависно од задатка. Иван је обично био вођа група које су акције изводиле у Трсту, Горици, Удинама, Тржичу и другим местима Фурланске равнице.
Диверзанти су били обучени у немачке или италијанске униформе и снабдевени лажним исправама, а користили су енглески експлозив „808” и упаљаче са закаснелим дејством. Неке од познатијих диверзија припадника ове групе су оне у немачком биоскопу у Опћинама и у немачкој мензи у Трсту, које су совјетски диверзанти срушили темпираним минама и притом поубијали неколико десетина немачких војника. Иван је био учесник акције на банку и на бродоградилиште у Тржичу, где су партизани запленили 6 милиона лира и шест покретних радионица за оправку оружја. По приближним подацима, заробили су укупно 24 путничка аутомобила и 16 камиона пуних робе. Рачуна се да је ова група извршила око 40 већих акција.
Указом председника Федеративне Народне Републике Југославије Јосипа Броза Тита, 21. јула 1953. године, проглашен је за народног хероја Југославије.